# Afternoon Delight
Afternoon Delight è un film del 2013 diretto da Jill Soloway.